# 충각

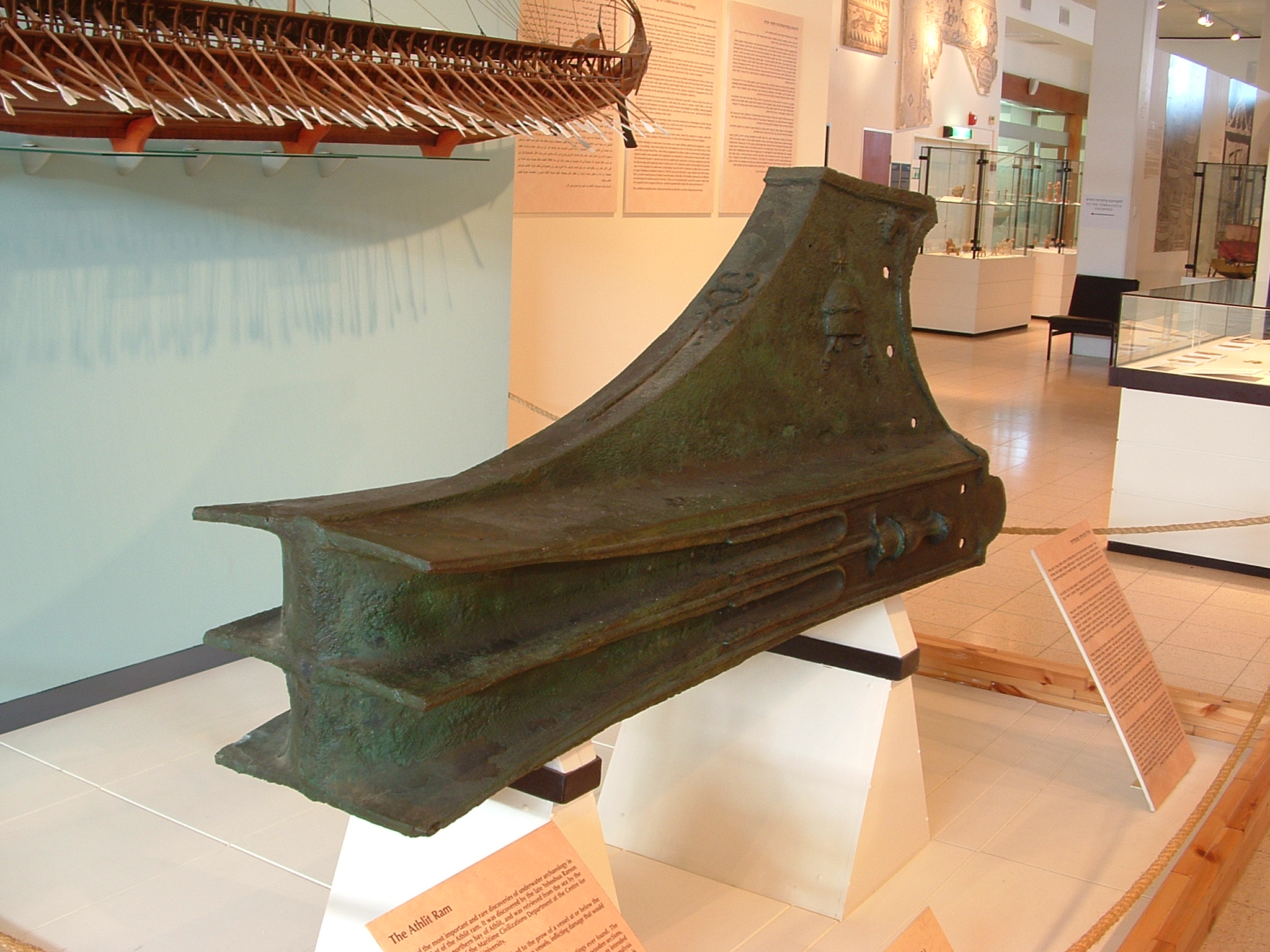
헬레니즘 시대 전투 갤리선의 금속제 충각

충각(Ram)은 선박의 선수와 선미에 장착하여 적 선박과 충돌할 시 상대 선박을 부수는 데 쓰인 무기이다.
영어로는 서로 들이받으며 싸우는 숫양 으로부터 비롯된 "RAM"이라는 단어로 부른다

## 현대의 충각
오늘날 함포와 대함미사일, 어뢰 등의 현대무기가 보편화됨에 따라 충각은 무기로써의 가치를 잃었다. 다만, 유체역학의 원리를 이용하여 선박의 속도와 파도내성력을 개선하기 위해 유선형의 충각을 선수 하단부에 장착하고 있다.